# فرودگاه شهرستان وودراف
فرودگاه وودراف کانتی  (به انگلیسی: Woodruff County Airport)  یک فرودگاه همگانی باربری  است که یک باند فرود آسفالت دارد و طول باند آن ۱۱۵۷ متر است. این فرودگاه در  کشور ایالات متحده آمریکا قرار دارد و در ارتفاع ۶۱ متری از سطح دریا واقع شده است.